# Cristiana Frixione
Cristiana Frixione, de son nom complet, Maria Cristiana Frixione Mendoza, née le 20 février 1984 à Managua, a été élue Miss Nicaragua 2006. Elle est la 25e Miss Nicaragua. Élue World Miss University 2006, elle est la première nicaraguayenne à avoir été élue World Miss University. Elle a été élue 1re dauphine au concours Miss Italia nel Mondo 2007. 
Elle parle couramment l'espagnol, l'anglais et le français.

## Biographie

### Famille et études
Cristiana Frixione est née le 20 février 1984 à Managua. Elle est d'ascendance italienne, africaine et amérindienne du côté de son grand-père. Sa famille est composée de ses deux parents, ses deux sœurs aînées et de son frère décédé en 2002. Cristiana a fait ses études sur les affaires administratives à l'université américaine de Managua et reçoit une mention honorifique. Avant l'élection Miss Nicaragua, elle a travaillé en tant que professeur et a enseigné l'anglais à des élèves de l'école primaire

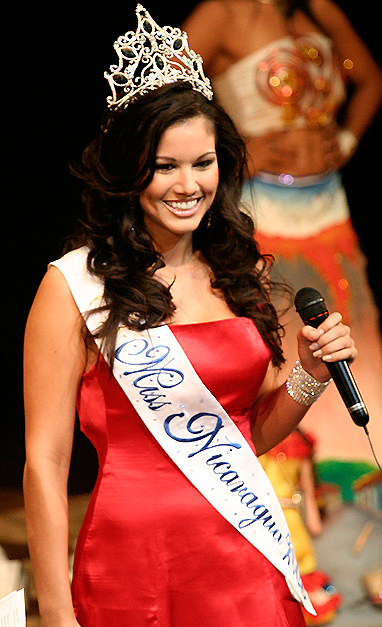
Cristiana Frixione à l'élection Miss Nicaragua 2007.

.

### Élection Miss Nicaragua 2006
Cristiana Frixione est élue puis sacrée Miss Nicaragua 2006 le 26 février 2006 au Théâtre national Rubén Dario de Managua et a été couronnée par Daniela Clerk, Miss Nicaragua 2005. Quatre prix lui sont attribués au cours de son élection.
Ses dauphines sont :
- 1re dauphine: Sharon Amador Zeledón
- 2e dauphine: Anahir Rocha Gutierrez

#### Parcours
- Miss Nicaragua 2006 au Théâtre national Rubén Dario de Managua.
- Candidate à Miss Univers 2006 au Shrine Auditorium de Los Angeles, aux États-Unis.
- Candidate à Miss Continent américain 2006 à Guayaquil, en Équateur.
- World Miss University 2006 à Séoul, en Corée du Sud.
- 1re dauphine au concours Miss Italia nel Mondo 2007 à Jesolo, en Italie.

### Représentations au Nicaragua et dans le monde
Cristiana Frixione est couronnée Miss Carnaval 2004 le 14 février 2004 à Managua, au Nicaragua et succède à Bertha Valle, Reine du carnaval 2003. Le jury était composé de quatorze personnalités, dont la reine du carnaval 2002, Daniela Klerc, Fabiola de Rizo, Vivian Sacod, Hector García, Javier Hernández et un journaliste du Miami Herald. Ses dauphines sont Claudia María Cuadra et Gladys Karina Sandino Galeano.
Elle représente le Nicaragua à Miss Univers 2006 au Shrine Auditorium de Los Angeles et elle ne se classe pas parmi les quinze demi-finalistes. 
Elle a été élue World Miss University 2006 le 11 novembre 2006 à Séoul, en Corée du Sud et succède à son prédécesseur néo-zélandais Jade Collins, World Miss University 2007. Elle est la première lauréate nicaraguayenne à avoir remporté le titre de World Miss University. Sa première dauphine était la candidate brésilienne, Marcela Duarte.
Elle a participe à la première édition du concours de beauté Miss Continent américain le 28 août 2006 et elle ne décroche aucune place vers la demi-finale.  
Étant d'origine italienne, elle termine 1re dauphine au concours Miss Italia nel Mondo 2007 le 25 juin 2007 au Palazzo del Turismo de Jesolo, en Italie. 
Le 17 mars 2007, elle transmet son titre de Miss Nicaragua à Xiomara Blandino, Miss Managua, élue Miss Nicaragua 2007.